# Państwo wielkomorawskie

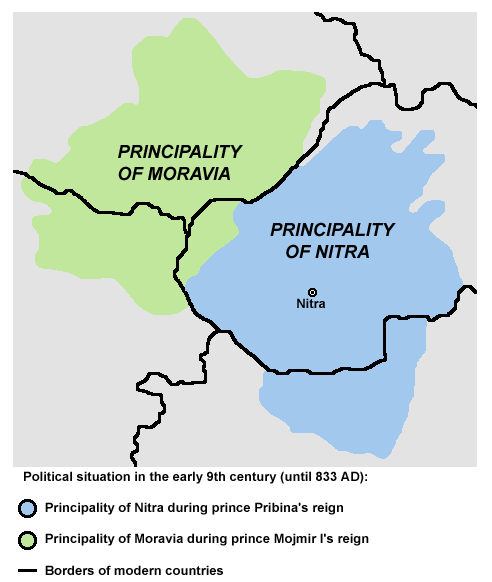
Mapa przedstawiająca hipotezę koegzystowania dwóch księstw Pribiny i Mojmira przed 833 rokiem

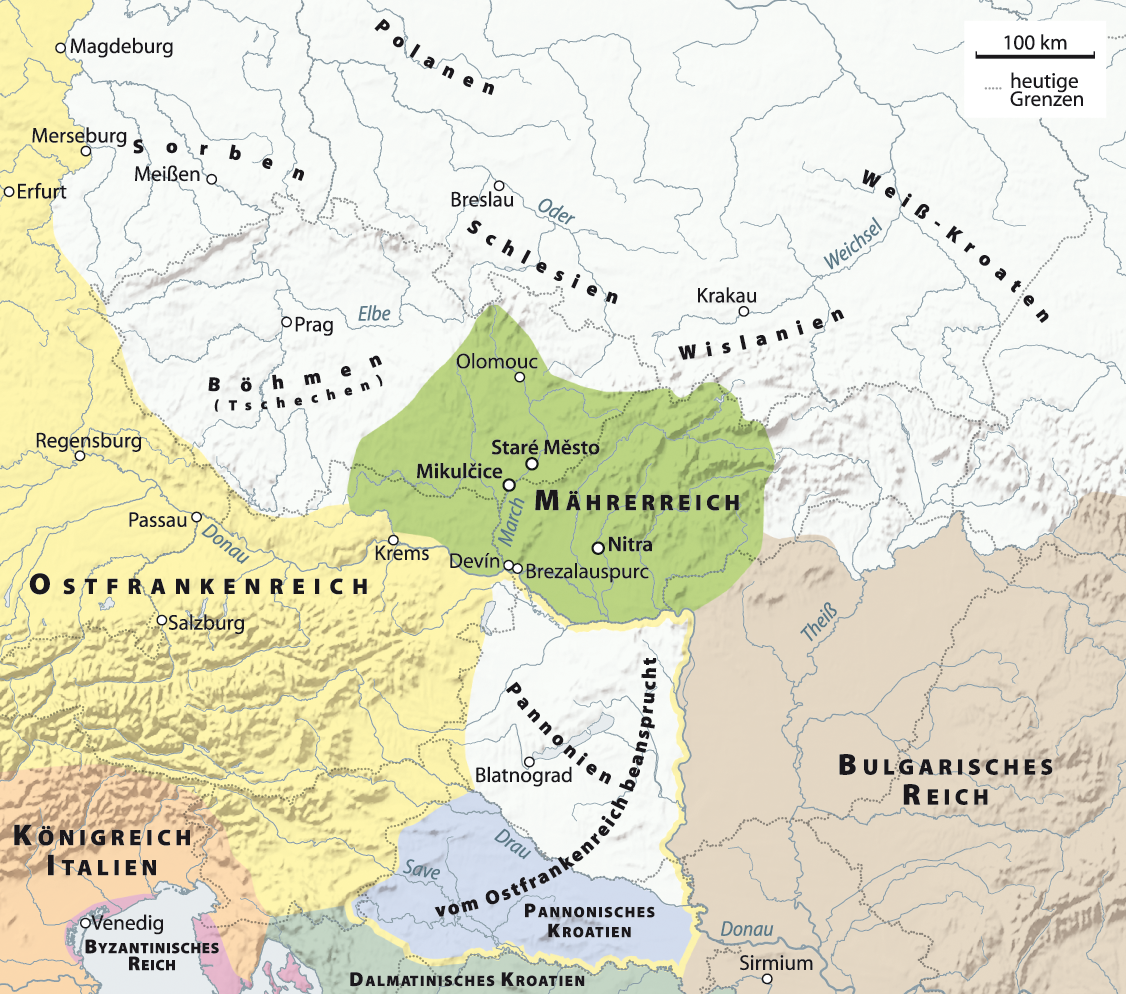
Terytorium Wielkiej Morawy w czasach Mojmira I

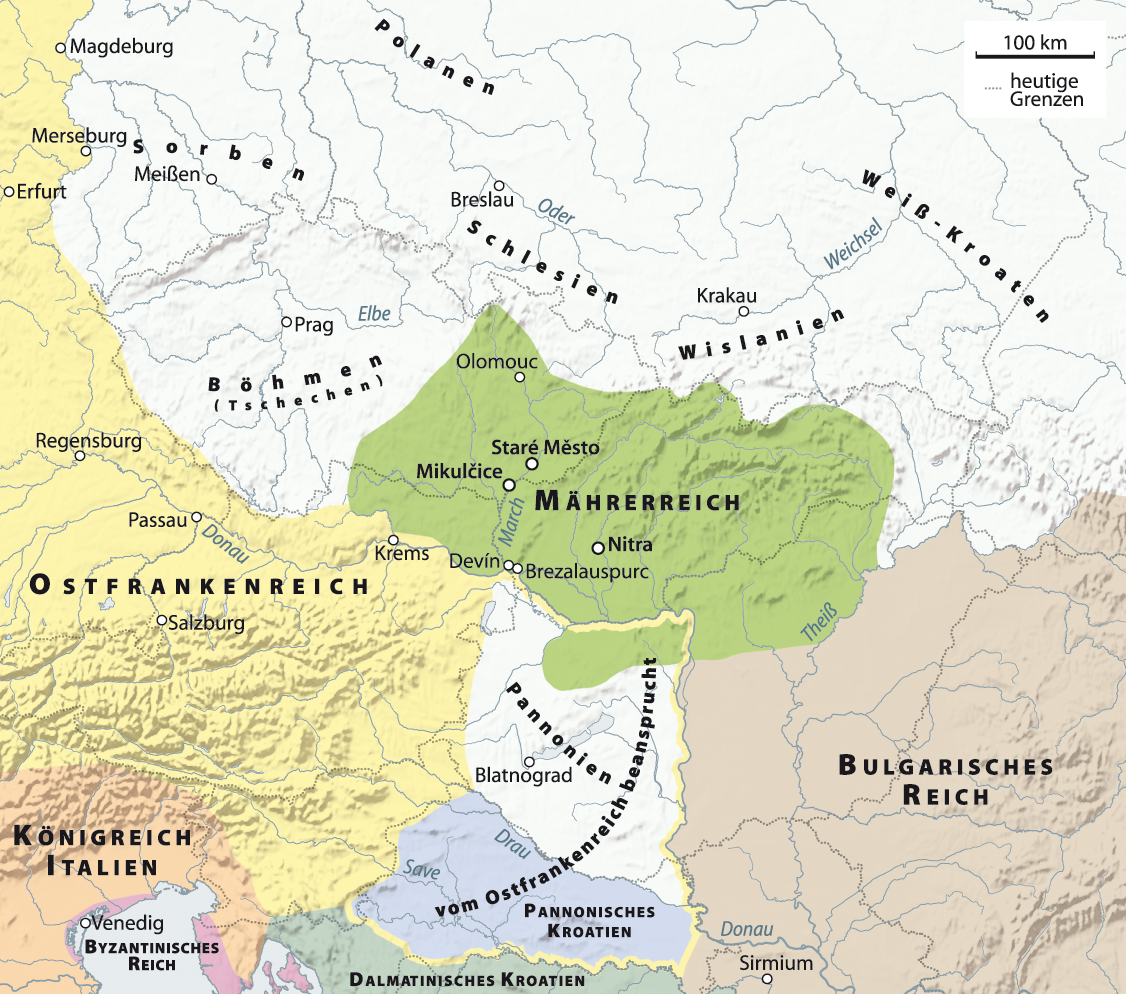
Terytorium Wielkiej Morawy w czasach Rościsława

Państwo wielkomorawskie (także Wielkie Morawy – cz. Velká Morava, słow. Veľká Morava, łac. Magna Moravia lub Rzesza Wielkomorawska – cz. Velkomoravská říše, słow. Veľkomoravská ríša) – średniowieczne państwo słowiańskie. Stolicą był Weligrad, którego dokładne położenie pozostaje nieznane. Sądzi się, że główny ośrodek państwa mógł się znajdować na terenie dzisiejszego Starego Města lub grodziska Mikulčice.

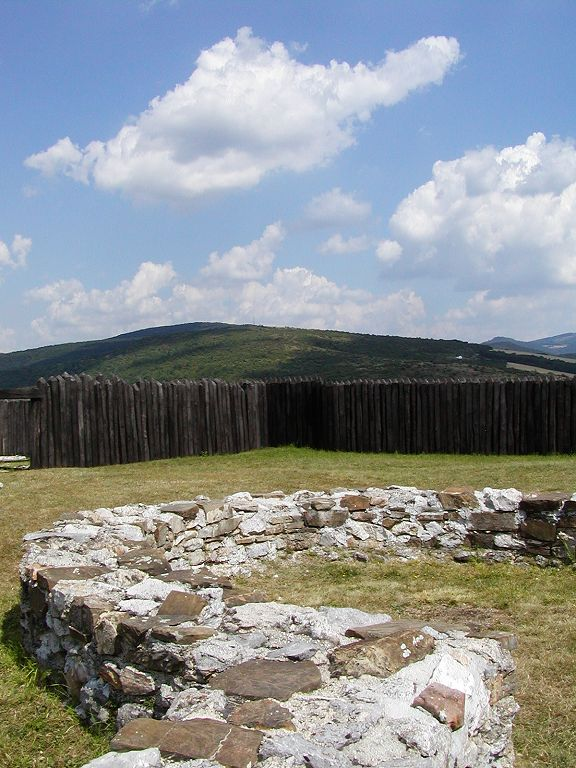
Ruiny wielkomorawskiego grodu Kostolec w Ducové

## Nazwa
Nazwa Wielkie Morawy (Μεγάλη Μοραβία) została po raz pierwszy wymieniona około 950 roku w dziele De administrando imperio (O rządzeniu państwem) bizantyjskiego cesarza Konstantyna VII Porfirogenety. Według jednej z teorii człon „wielkie” jest przekładem pierwotnego greckiego terminu Μεγάλη ‘odległe, obce, dalekie’. Określenie to stosowane było do Moraw północnych, w celu odróżnienia ich od Moraw bałkańskich (obecna Serbia), w tamtym okresie będących w strefie wpływów Bizancjum.
W 822 roku mieszkańcy dorzecza Morawy i Dyi występują pod własną nazwą: Sclavi Margenses i Sclavi Marahenses (Marharii – Morawianie, Merehanii – zachodni Słowacy). Państwo morawskie nazywane było: regnum Maraurorum, Margorum, Rastizi, Zuentibaldi, Moravska oblast’. Inna popularna nazwa to Rzesza Wielkomorawska, która wskazywała na federalny charakter państwa.
Część badaczy sądzi, że przymiotnik „wielkie”, wskazuje na Morawy z terytoriami okolicznymi przyłączonymi w drodze ekspansji w IX wieku.

## Historia

### Początek państwa
Powstało na początku IX wieku na terenach dzisiejszych Moraw (stanowiących wcześniej centrum Państwa Samona) nad rzeką Morawą, kilka lub kilkanaście lat po ostatecznym zniszczeniu Kaganatu Awarskiego przez armię Karola Wielkiego w 805 roku. Jest wysoce prawdopodobne, że to słowiańskie elity państwa Awarów przyczyniły się bezpośrednio do jego powstania. Wskazuje na to wykorzystywanie awarskich ozdób i ostróg przez elity wielkomorawskie w początkowym okresie jego istnienia. Po pokonaniu Awarów ok. 796 przez Karola Wielkiego na tym terenie powstało kilka słowiańskich małych państw będących trybutariuszami Franków. Frankijscy wasale następnie zaczęli się buntować przeciwko swoim panom.
Państwo wielkomorawskie rządzone było przez lokalną dynastię Mojmirowiców, której pierwszym znanym przedstawicielem był Mojmir I. Pierwsza wzmianka o tym państwie dotyczy włączenia do niego Księstwa Nitrzańskiego i obalenia tamtejszego księcia, Pribiny, przez Mojmira I, co nastąpiło ok. 833. Mniej więcej w tym samym czasie władca wielkomorawski postanowił wprowadzić w swoim państwie chrześcijaństwo w wersji zachodniej. Pierwsze misje chrystianizacyjne prowadzili duchowni z Bawarii, Ratyzbony oraz Pasawy, Salzburga i Akwilei. Działania tych ośrodków początkowo nie osiągnęły zbyt wiele. Dopiero ok. 828 arcybiskupstwu salzburskiemu udało się poświęcić kościół w Nitrze.
Chrzest przyjęto w 831 za pośrednictwem państwa wschodniofrankijskiego, prawdopodobnie Pasawy, gdyż Mojmir I miał dobre stosunki z tym arcybiskupstwem. Wiązało się to także przypuszczalnie ze zwrotem politycznym na zachód, na co wskazuje także liczniejsze pojawienie się ozdób pochodzących z państwa Franków. Ok. 845 arcybiskupstwo z Ratyzbony ochrzciło 14 wodzów plemiennych z Czech. W następstwie ingerencji frankijskiej po śmierci Mojmira I w 846 na tronie morawskim został osadzony jego bratanek Rościsław. Znaczne postępy w chrystianizacji poczyniono przed 860, wybudowano wiele kamiennych kościołów w całym kraju.

### Chrystianizacja

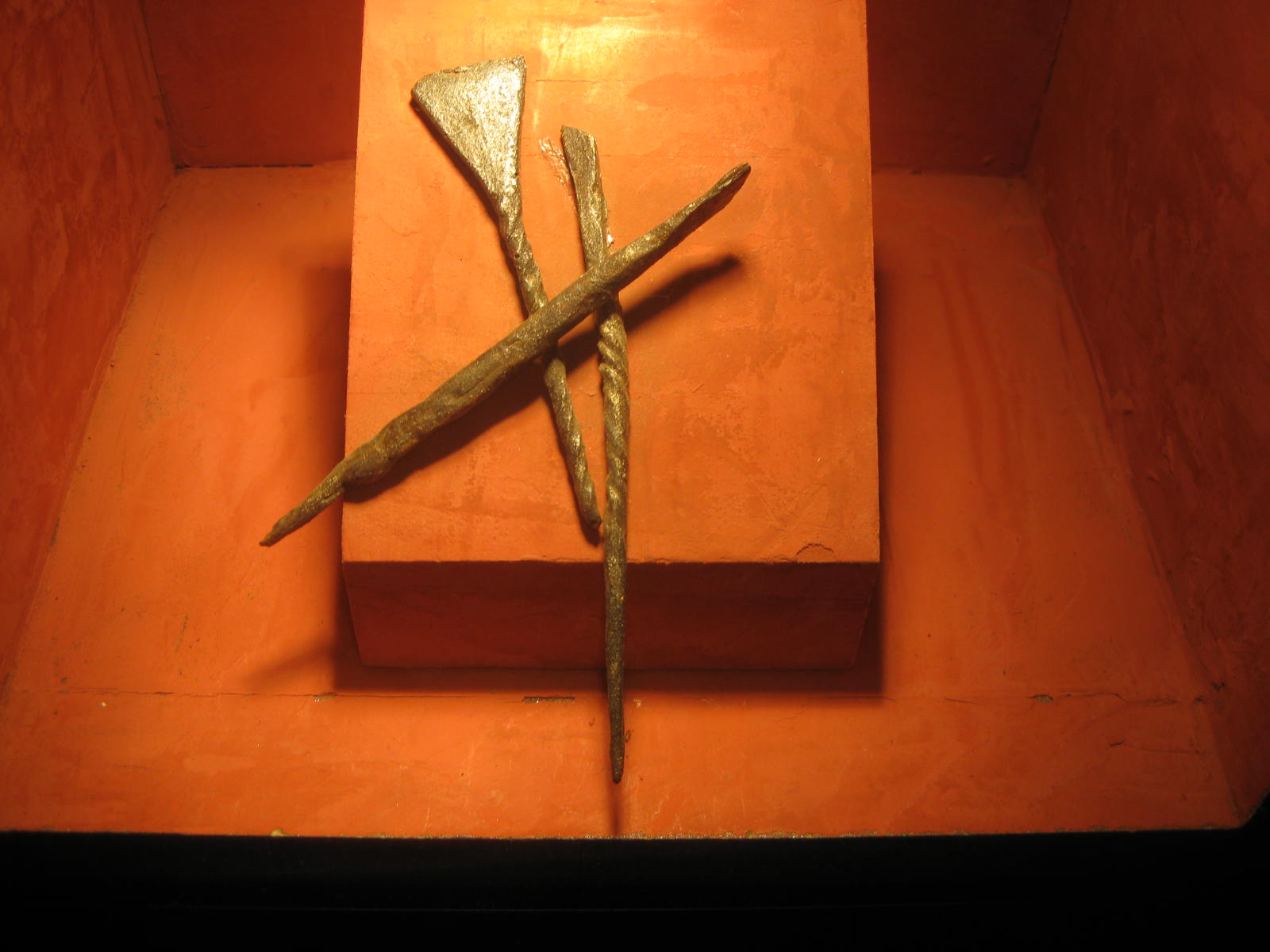
Mikulczitsa żelazne style, używane jako instrument piśmienniczy

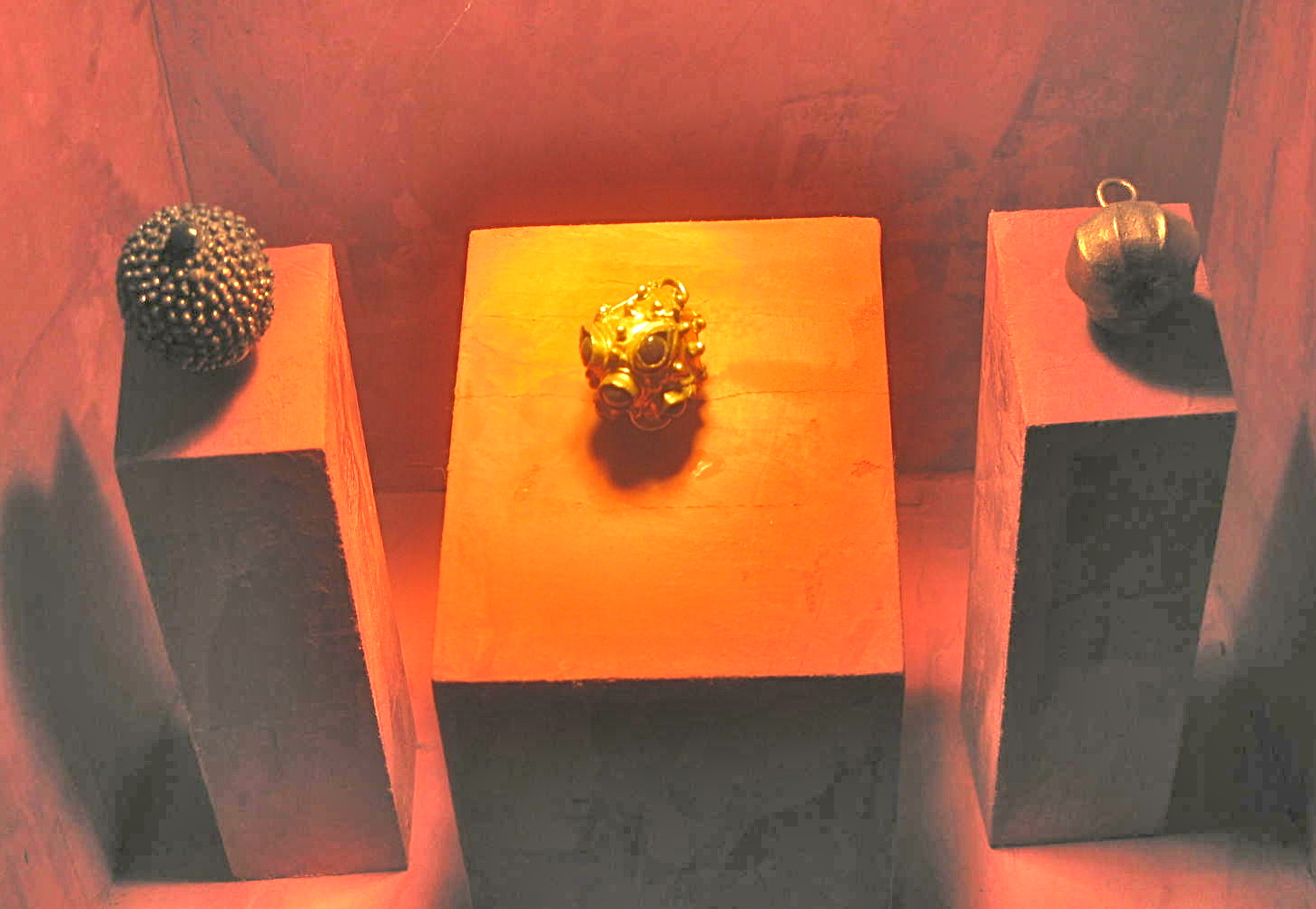
Guziki w kształcie kulek z parku archeologicznego Mikulčice

Kolejny władca postanowił zmienić orientację polityczną i zwrócić się w kierunku Cesarstwa Bizantyjskiego. Przypuszczalnie z tego powodu w 863 działalność misyjną w państwie wielkomorawskim zaczęli prowadzić dwaj greccy misjonarze Cyryl i Metody, którzy dobrze znali język słowiański. Obaj bracia zakonni opracowali język staro-cerkiewno-słowiański, a Cyryl ułożył nowy alfabet, głagolicę. Ok. 869 za zgodą papieża Hadriana II zezwolono na obrządek słowiański oraz tłumaczenie tekstów na nowy język. Wkrótce powstały też liczne murowane kościoły, np. na grodzie w Mikulczycach było ich około dwudziestu.
Działalność misjonarzy była na tyle skuteczna, że udało się także ustanowić odrębne od kościoła wschodniofrankijskiego arcybiskupstwo morawskie, na czele którego stanął Metody. Nominacja Metodego na stanowisko arcybiskupa rozwścieczyła duchowieństwo frankijskie. Uwięzili greckiego misjonarza. Metody został wypuszczony na rozkaz papieża w 873, lecz biskup Rzymu zabronił także kultywowania rytu słowiańskiego. Metody powrócił do państwa wielkomorawskiego i udał się pod ochronę Rościsława.
Duchowni obrządku łacińskiego ingerowali w pracę arcybiskupa morawskiego do ok. 880. Ich działania zakończył kompromis podjęty przez Jana VIII, który zezwalał Metodemu na dalszą pracę oraz liturgię w języku słowiańskim. W międzyczasie w siłę urosło biskupstwo Nitry, któremu przewodził Wiching. Po śmierci Metodego w 884 biskup nitrzański zakazał rytu słowiańskiego. Ostatecznie epizod obrządku słowiańskiego zakończył się w 887, gdy Stefan V zabronił używania języka słowiańskiego podczas liturgii. Uczniowie Cyryla i Metodego zostali wygnani przez księcia Świętopełka I, który opowiadał się za obrządkiem łacińskim, i schronili się w Bułgarii. Mimo to metropolia morawska, teraz łacińska, funkcjonowała dalej i przetrwała upadek państwa wielkomorawskiego.

### Wzrost potęgi i upadek
Rościsław starał się uniezależnić od królestwa wschodniofrankijskiego, prowadził z nim liczne wojny, lecz ostatecznie jego działania zakończyły się fiaskiem. Uprzednio zwabiony w zasadzkę przez swojego bratanka, Świętopełka I, został pojmany przez Ludwika II Niemieckiego. Król frankijski oślepił władcę morawskiego, który następnie zmarł w niewoli. Początkowo wschodni Frankowie chcieli bezpośrednio rządzić w kraju wielkomorawskim, dlatego pojmali Świętopełka I. W wyniku buntu miejscowych Słowian musieli zrewidować swoje plany. Po wypuszczeniu z niewoli i odzyskaniu niezależnej od królestwa wschodniofrankijskiego władzy, Świętopełk I prowadził odmienną politykę od swojego poprzednika. Dbał o dobre stosunki z zachodnim sąsiadem co pozwoliło mu na podbój okolicznych terenów.
Szczyt ekspansji Wielkich Moraw przypadł na panowanie Świętopełka I. Po 876 udało mu się podbić znaczne terytorium. Poza Morawami i Słowacją, które były głównymi ośrodkami państwa, w skład jego wchodziły częściowo tereny dzisiejszych Węgier, a także Czechy, Łużyce oraz Zakarpacie. Kwestia przynależności do państwa wielkomorawskiego Małopolski i Śląska jest przedmiotem sporów między polskimi naukowcami, z których część opowiada się za tą przynależnością. Możliwe że państwo Wiślan było w jakiś sposób zależne od Wielkich Moraw.
Pod koniec swoich rządów Świętopełk poróżnił się z Arnulfem z Karyntii. Doprowadziło to wyprawy zbrojnej na Morawy w 892, a następnie doszło do sojuszu między Węgrami a Frankami wschodnimi. Wydarzenia te osłabiły pozycję Wielkich Moraw. W 894, po śmierci Świętopełka, kraj został podzielony między dwóch jego synów, Mojmira II i Świętopełka II, którzy w następnych latach zaczęli walkę o tron. Osłabione walkami wewnętrznymi, państwo nie było w stanie obronić się przed najazdem koczowniczych Węgrów, którzy zaatakowali od strony Niziny Panońskiej. W konsekwencji osłabienia wewnętrznego i węgierskiego najazdu państwo wielkomorawskie upadło na początku X wieku, ok. 906, po 87 latach istnienia. Na części obszarów byłego już imperium morawskiego miejscowa ludność powróciła do pogaństwa.

## Władza
Ustrój państwa wielkomorawskiego zaliczany jest do monarchii wczesnofeudalnych. Najwyższą władzę w państwie sprawował władca pochodzący z rodzimej dynastii Mojmirowiców. W źródłach określany jako: kьnędzь, princeps, rex, dux, vladyka, comes. Znaczącą pozycję w rządzeniu krajem posiadali otaczający księcia dostojnicy, możni i naczelnicy uzależnionych terenów, nazywani niekiedy Moravjęne. Z warstwy możnych prawdopodobnie pochodzili urzędnicy, sprawujący funkcje: administracyjne – żupani zarządzający prowincjami zwanymi żupami; wojskowe – wojewodowie zajmujący się organizacją militarną państwa; a także sądowe – urzędnicy przewodzący sądom żupnym, którym podlegali wszyscy wolni, jak i niewolni, którzy nie zostali na podstawie zarządzenia książęcego objęci inną jurysdykcją np. kościelną.

## Terytorium państwa wielkomorawskiego
Wielkie Morawy obejmowały obszar Moraw, Słowacji, dorzecza Cisy, Czech, część Panonii i Łużyc. Niektóre z wymienionych krain nie wchodziły bezpośrednio w skład państwa wielkomorawskiego, lecz były jedynie od niego zależne na zasadzie trybutu. Nie ma obecnie dowodów na obecność południowej Polski (Śląska i Małopolski) w granicach Rzeszy Wielkomorawskiej.

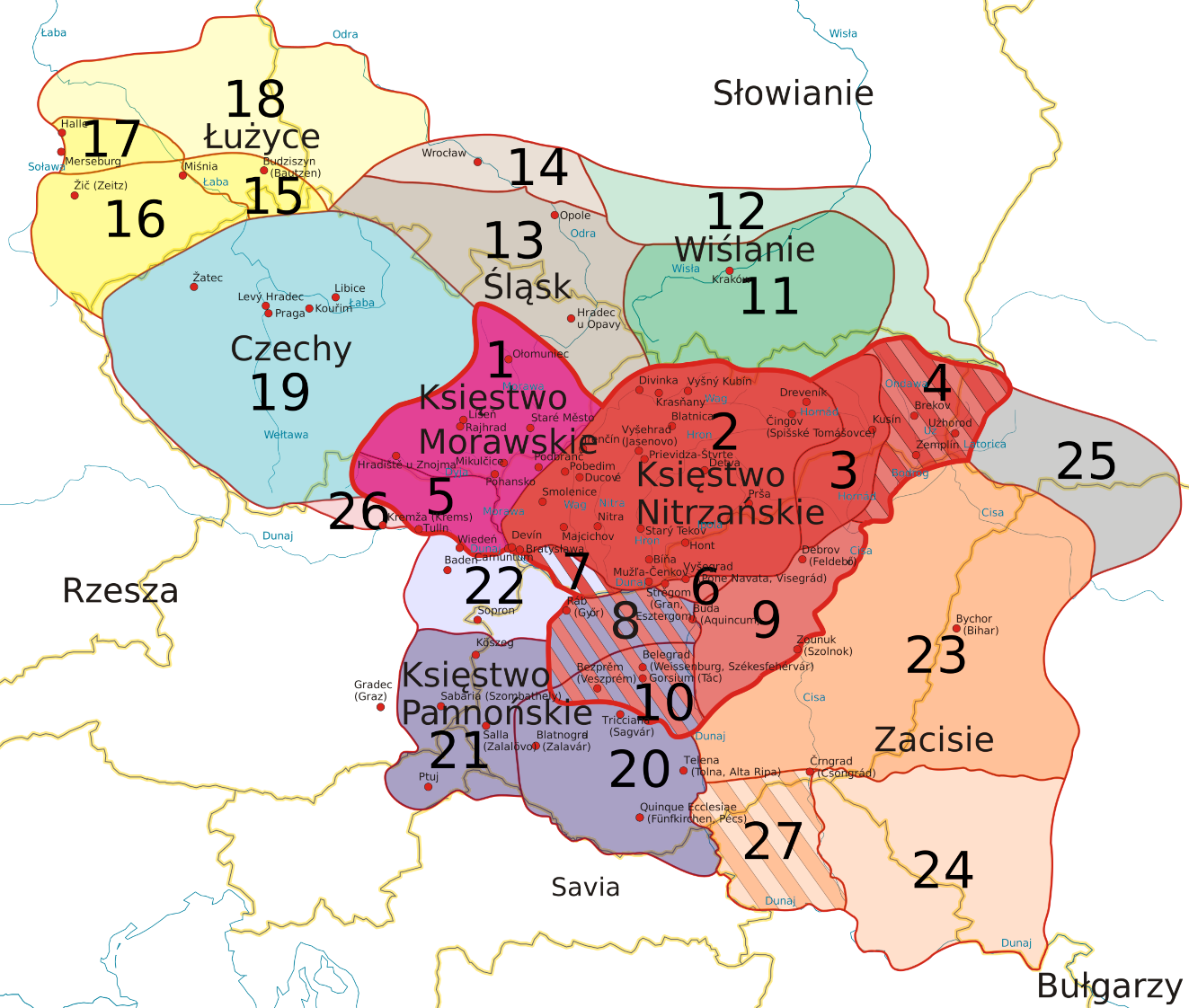
Legenda:
żółte linie: aktualne granice
niebieskie linie: rzeki
czerwone punkty: główne grody i osiedla
1: od 833 do 907: Księstwo Morawy
2: od 833 do 907: Księstwo Nitry
3: przyłączone razem z 2 lub razem z 4
4: od 833 lub od czasów panowania Rościsława do 896 (?): Księstwo Nitry
5: przyłączone razem z 1 lub od 853/54 do 907(?): Księstwo Morawy
6: od 858 do 894(?): Księstwo Nitry
7: przyłączone razem z 2 lub razem z 22
8: przyłączone razem z 6 lub razem z 20
9: za czasów panowania Rościsława (846–870) lub Świętopełka I. (871–894) do 896: Księstwo Nitry
10: przyłączone razem z 8 lub razem z 20
11: prawdopodobnie od 874 do 907 (?): Wiślanie
12: być może podporządkowane razem z Wiślanami
13: być może od 880 do ?: Śląsk (według niektórych naukowców Śląsk nie był przyłączony)
14: być może podporządkowane razem ze Śląskiem
15: od 890 do 897: Łużyce
16: prawdopodobnie wraz z Łużycami
17: prawdopodobnie wraz z Łużycami
18: prawdopodobnie wraz z Łużycami
19: od 888/890 do 894: Czechy
20: od 883/884 do 894: Księstwo Błatneńskie (Księstwo Panońskie)
21: prawdopodobnie razem z 20
22: razem z Księstwem Błatneńskim (i 21): być może część tego księstwa
23: od 881/882 do 896: „Transtheissia”
24: prawdopodobnie razem z 23
25: od czasów panowania Świętopełka (871–894) do 896 (?)
26: od czasów panowania Świętopełka (871–894) do ?
27: razem z 23 lub razem z 24